# Nils Bielke
Hrabia Nils Bielke (ur. 7 lutego 1644 w Sztokholmie, zm. 26 listopada 1716 tamże) – szwedzki radca królewski, polityk, dyplomata i wojskowy. 
Był wnukiem barona Ture Nilssona Bielke. W 1649 Królowa Krystyna podarowała chłopcu tytuł barona Korppoo. Bielke poślubił hrabinę Evę Horn, spadkobierczynię majątku marszałka Gustafa Horna af Björneborg, który nie miał synów.
Nils Bielke wstąpił na służbę w armii i na dworze w latach sześćdziesiątych XVII wieku. Generał od roku 1678, od 1690 feldmarszałek. Brał udział w zmaganiach cesarza Leopolda I z Turkami.
W latach 1679–1682 i znów w latach 1684-1687 ambasador szwedzki w Paryżu. W latach 1687–1698 gubernator szwedzkiego Pomorza. 
Nils Bielke nie aprobował polityki, jaka prowadził Karol XI wobec starej arystokracji, miał też inną wizję polityki zagranicznej niż absolutystyczny rząd. Wbrew poleceniom ze stolicy nawiązał na własna rękę rozmowy z Francuzami w celu zawiązania aliansu. Gdy się zorientowano, stracił w roku 1698 stanowisko i po długim procesie został w 1705 roku skazany na śmierć, jednak ostatecznie darowano mu karę. 
Miał tuzin synów. Jednym z nich był Thure Gabriel Bielke (1684-1763) szwedzki oficer i dyplomata.